# Alan Tsagaev
Alan Tsagaev (em russo:  Алан Цагаев/Alan Tsagaiev, em búlgaro:  Алан Цагаев; 13 de setembro de 1977, em Vladikavkaz, Rússia)  é um halterofilista da Bulgária.
Alan Tsagaiev ganhou bronze no Campeonato Mundial para juniores de 1996, pela Rússia. Levantou 350 kg no total combinado (155 no arranque e 195 no arremesso), na categoria até 99 kg.
No Campeonato Mundial de 1999 ele competiu pela Bulgária.
Nos Jogos Olímpicos de 2000, ele ficou com a prata, na categoria até 105 kg.
Ele foi por duas vezes vice-campeão mundial, em 2002, com 417,5 kg (185+232,5) e em 2007, com 411 kg (180+231), na categoria até 105 kg.
A marca no arremesso no Campeonato Europeu de 2004 — 237,5 kg — foi reconhecida como recorde mundial pela Federação Internacional de Halterofilismo, haja vista alguns padrões mundiais não terem sido alcançados até 2008, desde a reestruturação das classes de peso em 1998. No caso o padrão mundial da categoria até 105 kg era 242,5 kg e a marca de Tsagaev era a mais próxima. Ver também: recordes mundiais do halterofilismo.
Em 2004, pouco antes dos Jogos Olímpicos de Atenas, o teste antidrogas de Tsagaev deu positivo e ele foi suspenso por dois anos das competições pela Federação Internacional de Halterofilismo; em 2008, reincidente, foi suspenso definitivamente das competições do calendário da Federação Internacional.
Quadro de resultados
| Ano  | Competição                | Lugar         | Total     | Posição | Arranque | Posição | Arremesso | Posição | Classe de peso |
| ---- | ------------------------- | ------------- | --------- | ------- | -------- | ------- | --------- | ------- | -------------- |
| 1996 | Campeonato Mundial Júnior | Varsóvia      | 350 kg    | 3.      | 155 kg   | 4.      | 195 kg    | 2.      | –99 kg         |
| 1999 | Campeonato Mundial        | Atenas        | 392,5 kg  | 6.      | 172,5 kg | 14.     | 220 kg    | 4.      | –94 kg         |
| 2000 | Campeonato Europeu        | Sofia         | 392,5 kg  | 4.      | 175 kg   | 3.      | 217,5 kg  | 4.      | –94 kg         |
| 2000 | Jogos Olímpicos *         | Sydney        | 422,5 kg  | 2.      | 187,5 kg |         | 235 kg    |         | –105 kg        |
| 2001 | Campeonato Mundial        | Antália       | 405 kg    | 8.      | 180 kg   | 11.     | 225 kg    | 5.      | –105 kg        |
| 2002 | Campeonato Mundial        | Varsóvia      | 417,5 kg  | 2.      | 185 kg   | 6.      | 232,5 kg  | 1.      | –105 kg        |
| 2003 | Campeonato Europeu        | Loutraki      | 420 kg    | 2.      | 185 kg   | 4.      | 235 kg    | 1.      | –105 kg        |
| 2003 | Campeonato Mundial        | Vancouver     | Sem marca | /       |          |         | 235 kg    | 1.      | –105 kg        |
| 2004 | Campeonato Europeu        | Kiev          | 420 kg    | 1.      | 182,5 kg | 8.      | 237,5 kg  | 1.      | –105 kg        |
| 2006 | Campeonato Mundial        | Santo Domingo | 385 kg    | 10.     | 170 kg   | 15.     | 215 kg    | 10.     | –105 kg        |
| 2007 | Campeonato Mundial        | Chiang Mai    | 411 kg    | 2.      | 180 kg   | 6.      | 231 kg    | 1.      | –105 kg        |

* Nos Jogos Olímpicos as medalhas são dadas somente para o total combinado